# 210号州际公路和210号加利福尼亚州州道
210号州际公路(英語：Interstate 210, I-210）和210号加利福尼亚州州道（California State Route 210, SR 210）是两段编号称系统不同，但是实际贯通的高速公路，是10号州际公路的一条辅助线。纳入州际公路系统的部分位于西边，东边则属于210号加利福尼亚州州道，整段公路均已达到州际公路标准。全长86英里。